# Austernzucht

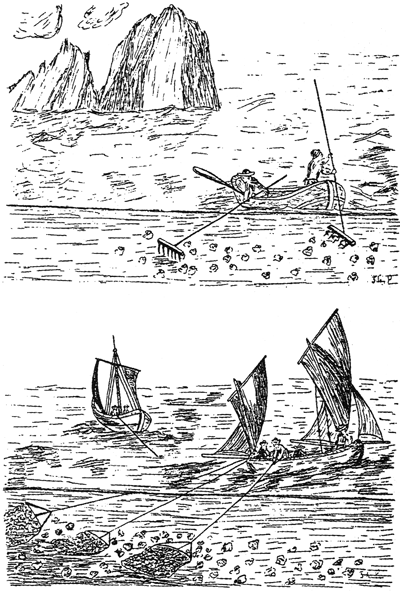
Illustration zum Austernfischen, L’Encyclpédie, 1771

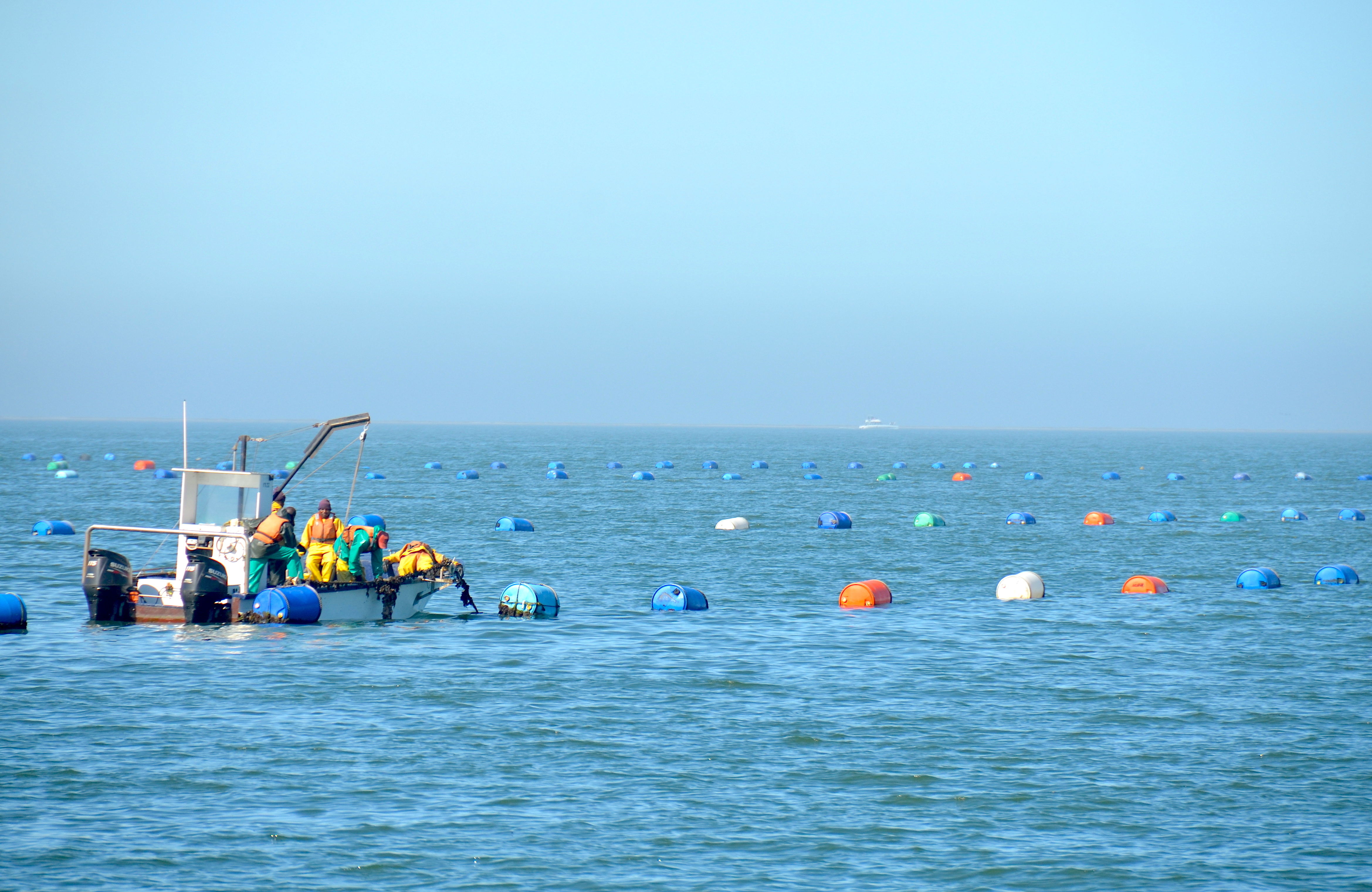
Austernzucht bei Walvis Bay, Namibia

Unter Austernzucht (englisch oyster culture, französisch ostréiculture) versteht man die kommerzielle Kultivierung von Austern in Aquakultur. Für allgemeine Informationen über diese Muschelart siehe Austern.

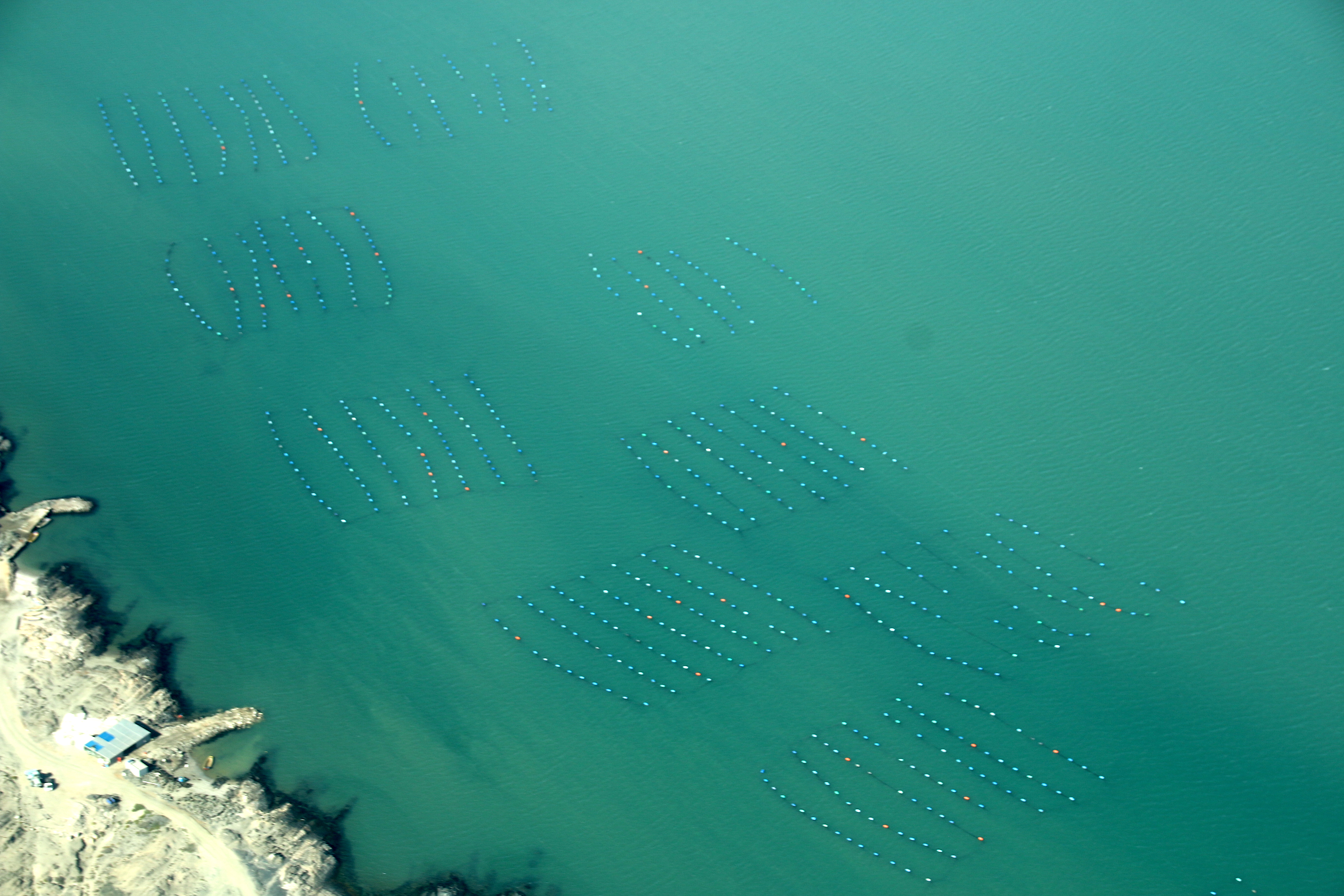
Austernzucht in Lüderitz (Luftaufnahme)

## Allgemeines

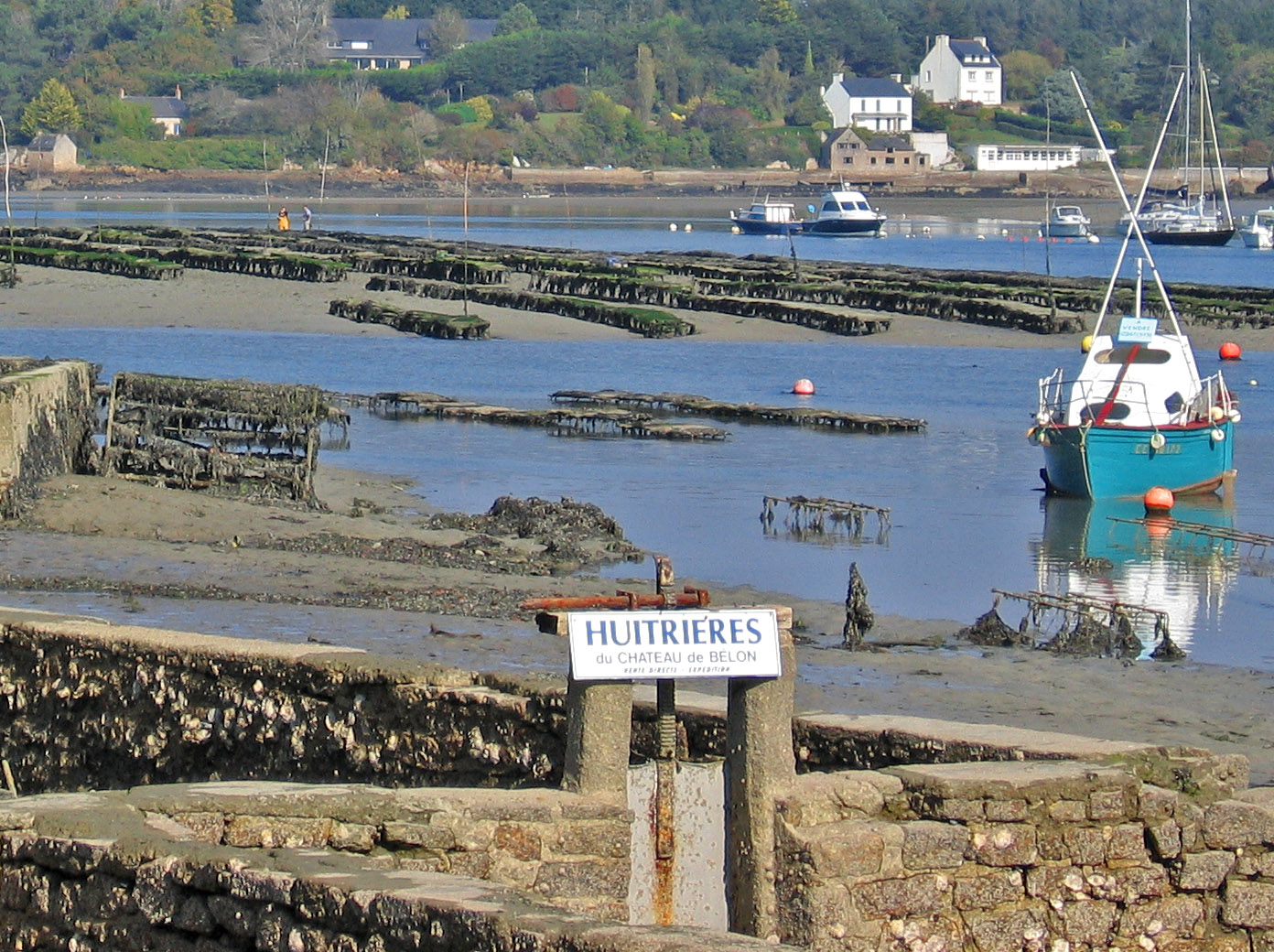
Austernzucht im Fluss Bélon, Frankreich

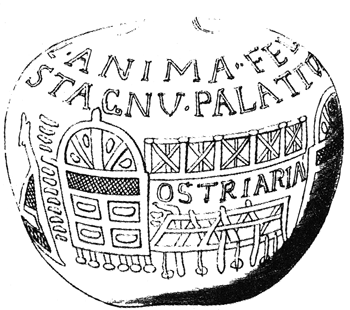
Römische Illustration zur Austernzucht

Austern leben in der Gezeitenzone vieler Meere. Traditionell wurden diese Austernbänke mit Schürfnetzen abgefischt, gelegentlich wurden die Muscheln auch von Tauchern geborgen. Bei Ebbe können Austern gelegentlich trockenen Fußes eingesammelt werden, wie zum Beispiel in der Blidsel-Bucht auf Sylt (Deutschland), wo Inhaber von Fischereischeinen zehn Liter Austern pro Tag einsammeln dürfen.
Da Austern eine begehrte Speise sind, kam es bereits ab dem 18. Jahrhundert zu einer starken Überfischung. Im 20. Jahrhundert trugen Umweltverschmutzung und das Auftreten von Viruserkrankungen zu einer weiteren Ausdünnung des Bestandes bei. Als Folge werden heute Austern hauptsächlich in kontrollierter Aquakultur gezüchtet. Global kommen 95,8 % aller Austern aus Zuchtbetrieben; nur 4,2 % werden traditionell gefischt (2003).

## Geschichte
In der Frühzeit wurden Austern in der Gezeitenzone eingesammelt oder von Tauchern geborgen. Ab dem 4. Jahrhundert v. Chr. begann man in Griechenland mit gezielter Austernzucht. Man entdeckte durch Zufall, dass sich Austern besonders gern an Tonscherben festsetzen und versenkte in der Folge größere Mengen davon im Meer. Auch die Tatsache, dass der Standort einen Einfluss auf den Geschmack der Austern hat, wurde von den Griechen erkannt und ausgenutzt.
Im Antiken Rom wurde die Technik der Austernkultivierung weiterentwickelt und verfeinert. Üblicherweise wurden junge Austern im Meer eingesammelt und dann in geeigneten Buchten aufgezogen. Eine römische Darstellung (siehe Abbildung rechts) zeigt unter dem Wort „Ostriaria“ ein Gerüst, von dem wahrscheinlich mit Austern gefüllte Säcke ins Wasser hingen. In der römischen Antike tauchen bereits „Markennamen“ auf. Ein gewisser Gaius Sergius Orata produzierte im Lukrinersee Austern, die er unter dem Handelsnamen „Calliblephara“ auf den Markt brachte, und die als besonders hochwertig galten.
Nach dem Untergang des römischen Reichs scheint die Technik der Austernkultivierung in Vergessenheit geraten zu sein; sie wurde erst im 19. Jahrhundert wiederentdeckt. Im Mittelalter und in der frühen Neuzeit wurden lediglich Bestände wilder Austern eingesammelt, später dann mit Booten und Schürfnetzen und (seltener) mit Rechen abgefischt. Die französische Stadt Cancale hatte dabei besondere Bedeutung; hier wurde Austernfischerei in großem Stil betrieben. Die Ware wurde per Schiff entlang der Küste und über die Seine nach Paris transportiert.
Ab 1720 wurde die Überfischung der Austernbänke merkbar und zu einem zunehmenden Problem. 1750 wurde die Austernfischerei im Becken von Arcachon (Bassin d’Arcachon) für drei Jahre verboten. 1759 wurde in ganz Frankreich die Austernfischerei in den Monaten Mai bis Oktober untersagt. Weitere Verordnungen folgten 1766 und 1787, in der Folge erholten sich die Austernbestände ein wenig. Um 1840 erreichte die Austernproduktion in Cancale einen Höchststand.

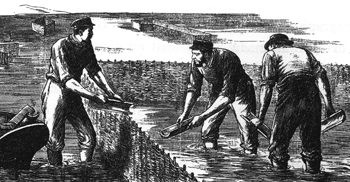
Pflegen einer Austernkultur, England, 1881

In den 1850er-Jahren wurde in Frankreich die Austernkultivierung erneut betrieben. Tausende Dachziegel wurden im Meer versenkt, nachdem man herausgefunden hatte, dass sich Austern darauf besonders häufig festsetzen. Jean Victor Coste studierte die Zuchttechniken der Antike und regte diverse Kultivierungsmethoden an. Derartige Maßnahmen wurden üblicherweise von den französischen Königen unterstützt, die meist große Austernliebhaber waren.
Traditionell wurde in ganz Europa die einheimische Europäische Auster gezüchtet bzw. gefischt. Im 19. Jahrhundert wurde die Austernart Crassostrea angulata aus dem Fernen Osten nach Portugal eingeführt. Diese Austernart, die der heutigen Pazifischen Felsenauster sehr ähnlich ist, vermehrte sich stark und wurde kommerziell genutzt. Im Jahr 1868 suchte ein mit diesen Austern beladenes Schiff in der Gironde-Mündung bei Bordeaux mehrere Tage lang Schutz vor einem Sturm. Durch diese Verzögerung nahm der Kapitän irrtümlicherweise an, dass die Ladung bereits verdorben wäre und ließ die 600.000 Austern ins Meer werfen. Diese „Portugiesischen Austern“ breiteten sich rasch entlang der gesamten Atlantikküste aus. Um das Jahr 1900 machte diese Art bereits die Hälfte der französischen Austernproduktion aus.

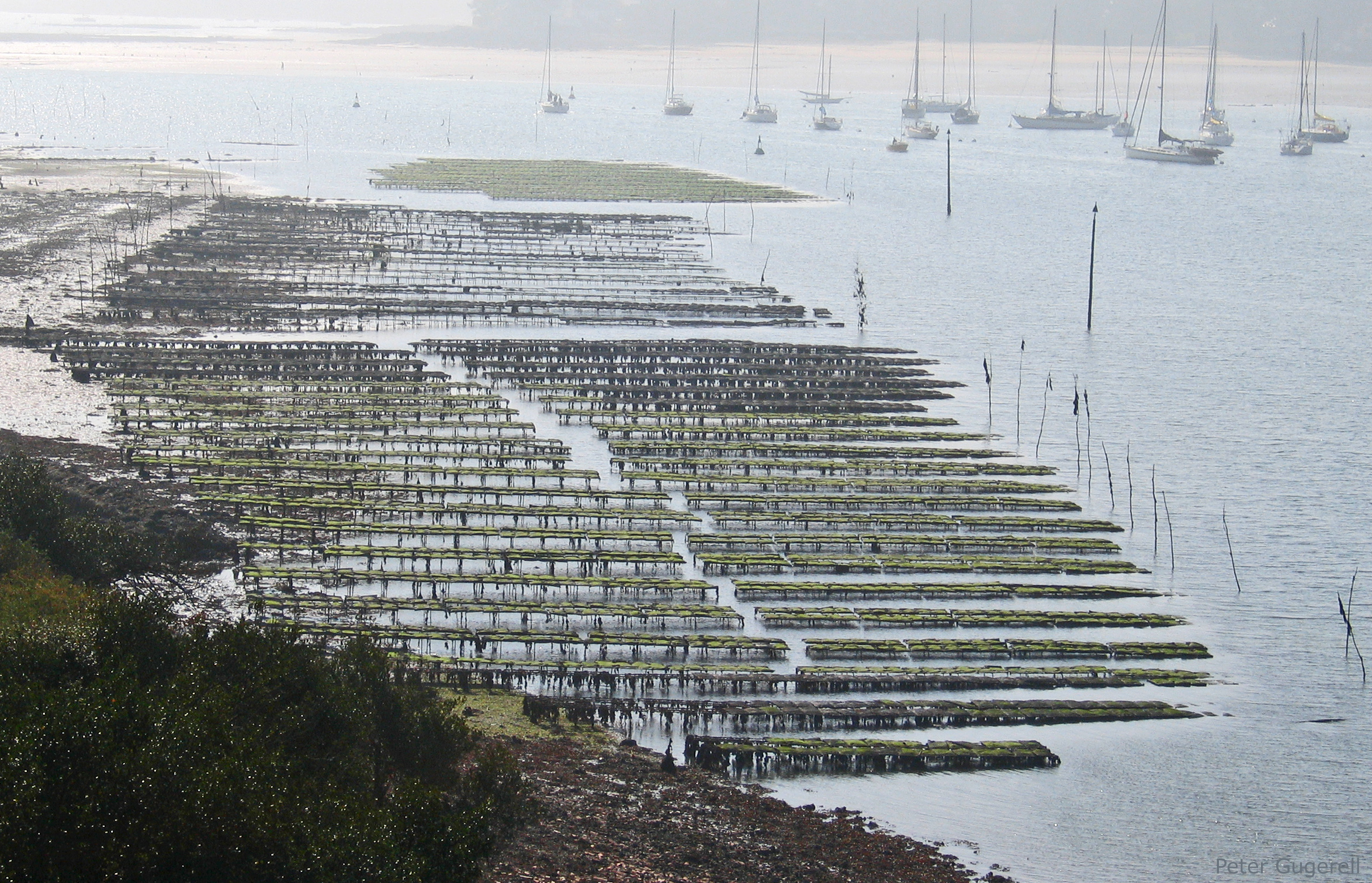
Austernkultur in der Rivière d’Etel, Frankreich

Ab 1920 wurde in Japan die Langleinenzucht entwickelt, die Austernkultivierung auch außerhalb der Gezeitenzone ermöglicht. In den 1970er-Jahren wurde diese Technik auch in Korea und der Volksrepublik China eingeführt, was zu einem starken Anstieg der Austernproduktion führte.

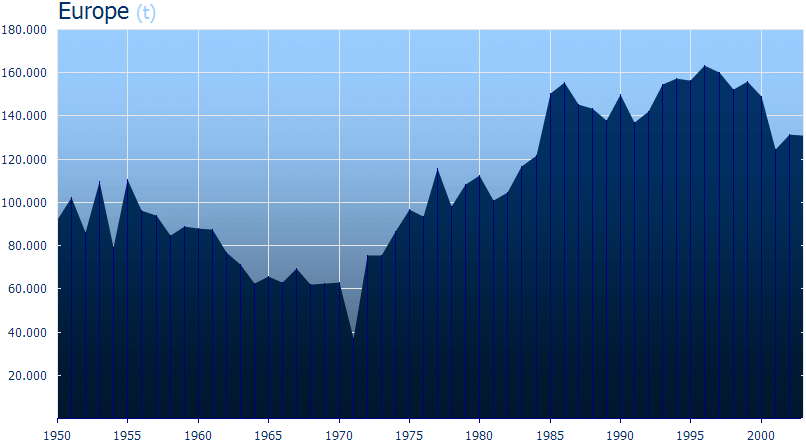
Austernproduktion (Tonnen) in Europa 1950–2003 (Quelle: FAO/FIGIS)

Der Winter 1962/63 entwickelte sich in Europa zum kältesten Winter seit dem Beginn der meteorologische Aufzeichnungen; sogar der Canal Grande in Venedig führte Eisschollen. Die Küstengewässer Nordeuropas waren wochenlang zugefroren, sehr viele Austernkulturen wurden dadurch zerstört. Dies war der Beginn des Niederganges der Europäischen und der Portugiesischen Auster.
Zwischen 1966 und 1973 gingen zunächst die Bestände der Portugiesischen Auster durch eine Virusepidemie (maladie des branchies) zugrunde. Aus Tradition werden in Frankreich noch heute gelegentlich die modernen Pazifischen Felsenaustern als portugeses (fehl)bezeichnet, tatsächlich wird die Portugiesische Auster aber nicht mehr kultiviert.
In den 1970er-Jahren wurden die Bestände der Europäischen Auster durch zwei Epidemien stark reduziert, zunächst durch eine Krankheit namens Marteilia refringens und ab 1979 durch Bonamia ostreae. Der europäischen Austernwirtschaft drohte der Zusammenbruch. Das Problem konnte durch den Import der Pazifischen Felsenauster aus Japan gelöst werden, die gegen die europäischen Krankheiten bis heute resistent ist und wieder ein Wachstum der Austernproduktion ermöglicht hat.

## Kultivierung mit Saataustern
Weibliche Austern laichen im Sommer, wobei jedes Tier mehrere Millionen Eier produziert. Bei der Austernzucht wird oft auf diese natürliche Reproduktion verzichtet, stattdessen werden die Bestände mit Saataustern aufgebaut. In nördlichen Gegenden ist dies sogar unbedingt erforderlich, da Austern in kühlem Wasser nicht verlässlich laichen.
Saataustern (engl.: spat, franz.: naissain) können im Meer oder im Labor gezüchtet werden. Bei Vermehrung im Meer muss zunächst für einen geeigneten Untergrund gesorgt werden, da sich Austern vorzugsweise an harten Objekten festsetzen. Da Austernlarven Dachziegel besonders schätzen, werden in Zuchtbetrieben zu Beginn des Sommers oft große Mengen gekalkter Dachziegel im Meer versenkt. Sobald sie auf den Ziegeln herangewachsen sind, werden sie aus dem Meer geholt und die Austern vorsichtig abgelöst und verkauft. Alternativ können Saataustern auch in Laboren unter kontrollierten Bedingungen in Tanks oder Becken gezogen werden.

### Triploide Austern
Triploide Austern besitzen drei Chromosomensätze und sind deshalb nicht fortpflanzungsfähig. Sie entstehen aus mit tetraploidem Sperma befruchteten Eiern. Ihr Fleisch bleibt unbeeinflusst von Fortpflanzungsvorgängen wie der Produktion von Eiern im Sommer. Triploide Austern wachsen schneller und haben, im Gegensatz zu normalen diploiden Austern, das ganze Jahr etwa gleichbleibende Qualität. Triploidie stellt keine Veränderung der Gene dar. Der gesamte Chromosomensatz ist dreifach statt zweifach vorhanden.

## Arten der Kultivierung

### Bodenkultivierung
Die Bodenkultivierung ist die einfachste und billigste Form der Austernzucht. Dabei werden die Austern über geeignetem Untergrund ausgesät. Nach drei bis sechs Jahren sind sie zu einer verkaufsfertigen Größe herangewachsen und werden mit Schürfnetzen eingebracht. Diese Methode ist in Europa vor allem in England bei der Zucht der Europäischen Auster üblich.
Der Hauptvorteil liegt im geringen Aufwand, und damit geringen Kosten. Zwischen der Aussaat und dem Abfischen ist keinerlei Arbeitsaufwand erforderlich. Weiter besteht bei dieser Methode keinerlei Platzbedarf an der Oberfläche. Nachteilig ist die ökologische Störung des Meeresbodens durch die Schürfnetze und das Einbringen von unerwünschtem Beifang. Problematisch ist auch, dass – im Gegensatz zu den anderen Methoden – im Bereich der Austernzucht Seefahrt möglich ist. Schiffe und Boote, die über den Austernbänken fahren, können zu Gewässerverunreinigung führen.

### Tischkultivierung

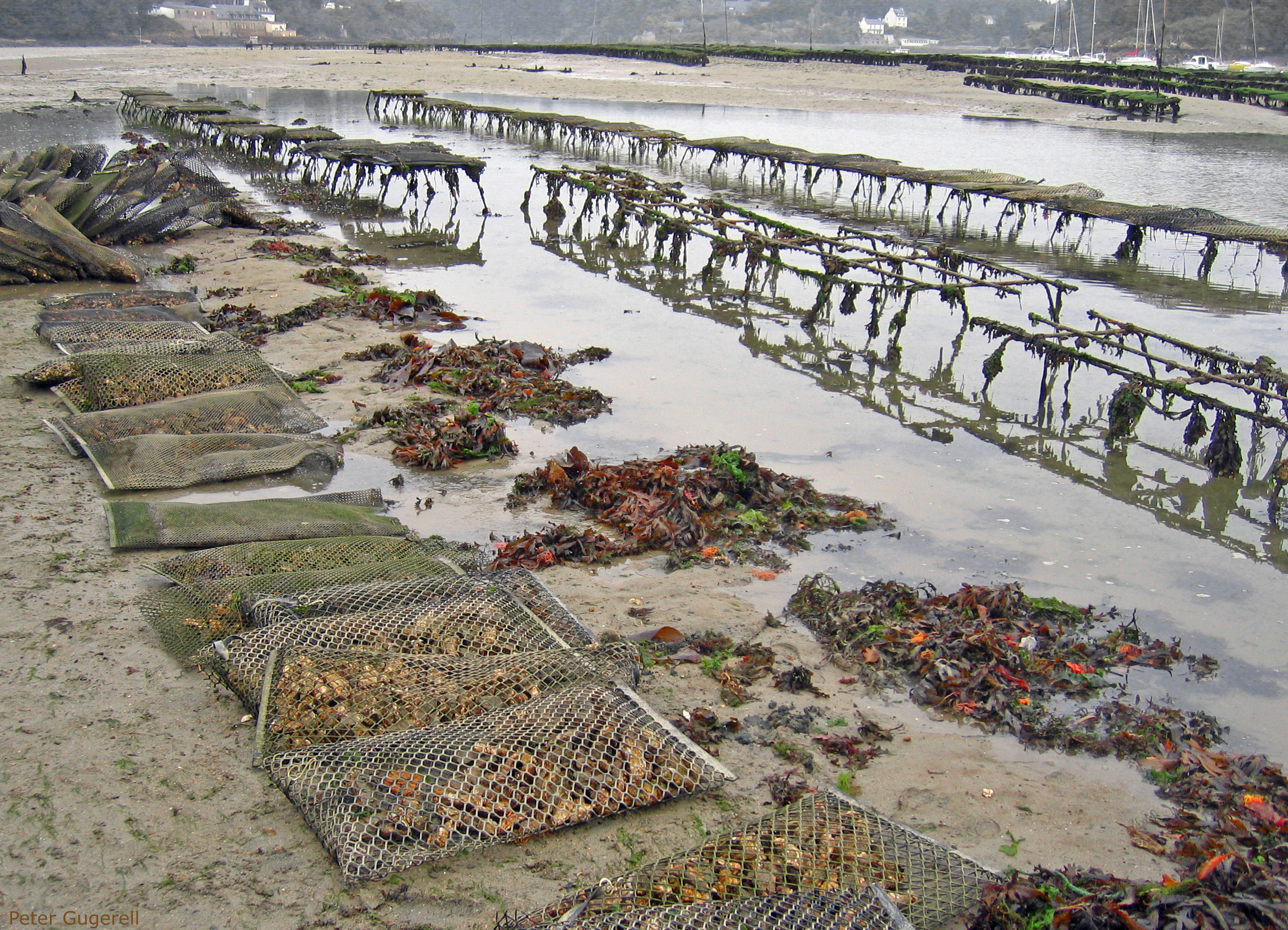
Tischkultivierung im Bélon, Frankreich

Die Tischkultivierung ist nur an flachen Küsten mit einer ausreichend breiten Gezeitenzone möglich. Bei dieser Methode werden in der Tidenzone ca. 50 cm hohe Eisentische (franz.: tables à caire-voie) aufgestellt. Auf diesen liegen grobmaschige Säcke (franz.: poches), in denen die Austern heranwachsen. Sie sind bei Flut im Wasser und bei Ebbe im Trockenen. Die Aufzucht auf Tischen verhindert einerseits, dass die Austern einen schlammigen Geschmack annehmen und schützt weiterhin die Tiere vor bodenlebenden Räubern. Die Säcke werden in regelmäßigen Abständen gerüttelt und gewendet, damit die Austern nicht zusammenwachsen oder eine krumme Form bekommen, außerdem muss ständig der Algenbewuchs entfernt werden.
Der Hauptvorteil der Tischkultivierung besteht darin, dass die Austern durch ständige Pflege eine gut aussehende Schale erhalten. Dies ist vor allem wichtig, wenn sie als „Schlürfaustern“ in den Handel kommen. Die Methode ist daher in Frankreich vorherrschend. Ein weiterer Vorteil ist der Umstand, dass die Bewirtschaftung bei Ebbe trockenen Fußes erfolgen kann.
Nachteilig ist der große Flächenbedarf der Austernzucht und der hohe Arbeitsaufwand. Austern aus Tischkultur sind daher relativ teuer. In nördlichen Regionen (Deutschland, Großbritannien, Irland) können im Winter Eisstöße ein Problem sein, die Austern müssen dann in geschützten Becken überwintert werden.
In manchen Regionen wird die Tischkultivierung mit der Bodenkultivierung kombiniert. Die Austernbabys wachsen zunächst auf geeignetem Substrat am Meeresboden heran und werden erst ab einer gewissen Größe eingesammelt und dann in Säcken weitergezüchtet.

### Leinenkultivierung
Bei der Leinenkultivierung (engl.: longline cultivation) wird ein geeignetes Substrat – oft durchbohrte Muschelschalen – in ein Kunststoff- oder Stahlseil eingeflochten, so dass sich ca. alle 20 cm eine Schale am Seil befindet. Häufig werden die Schalen auch durch 20 cm lange Plastikrohre auf Distanz gehalten. Auf diesen Muschelschalen wachsen die Austern heran.
Bei der vertikalen Kultivierung werden die Leinen von Flößen oder Bojen ins Wasser gehängt. Bei der horizontalen Methode werden die – oft mehr als 100 Meter langen – Leinen zwischen Pflöcken waagrecht gespannt. Seltener ist die diagonale Kultivierung, hier werden die Leinen vor der Spitze eines Pfostens diagonal wie die Leinen eines Zeltes zum Meeresboden geführt und dort verankert.
Haben die Austern die gewünschte Größe erreicht, werden die Leinen eingebracht und die Tiere vom Substrat abgelöst. Die Leinenkultivierung ist in Asien stark verbreitet, mittlerweile wird auch in Europa damit experimentiert, vor allem im Bassin de Thau (Frankreich) und in Irland.
Die Leinenkultivierung kann auch in Gebieten eingesetzt werden, in denen es keine flachen Gezeitenzonen gibt. Darüber hinaus ist der Platzbedarf geringer als bei der Tischkultivierung, da die dritte Dimension des Meeres ausgenützt wird. Nachteilig ist, dass die Bewirtschaftung nicht im Trockenen erfolgen kann.

### Floßkultivierung

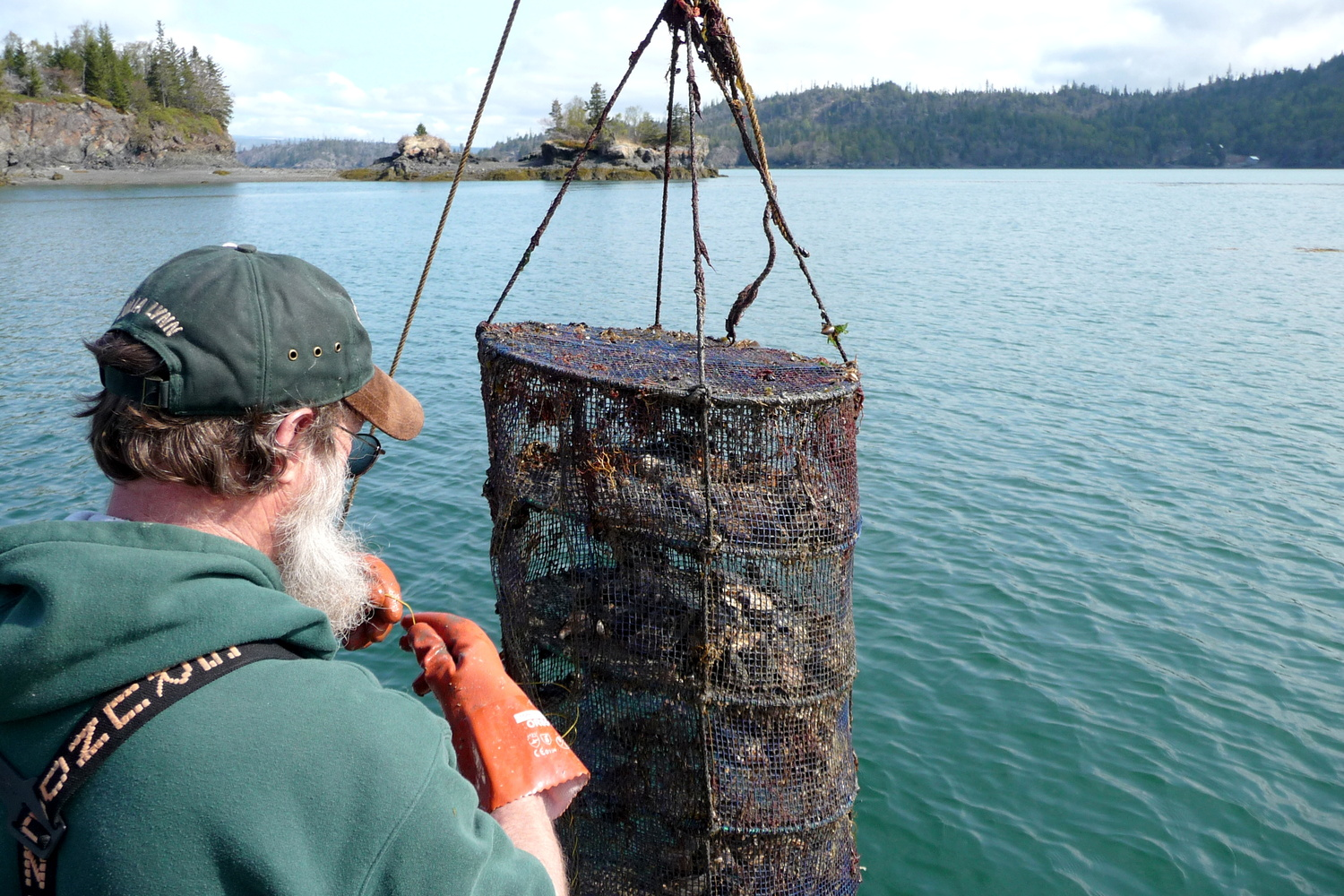
Floßkultivierung mit Laternennetz in der Kachemak Bay (Alaska)

Die Floßkultivierung ähnelt der Leinenkultivierung, allerdings werden die Austern nicht an Leinen gezogen, sondern in Säcken oder Kisten, die von einem Floß ins Wasser gehängt werden. Damit ist eine noch größere Bestandsdichte als bei der Leinenkultivierung möglich, der Arbeitsaufwand ist geringer. Sie werden in nährstoffreichen Buchten, aber auch auf offener See eingesetzt. Allerdings entwickeln die Austern in den engen Behältern oft eine unansehnliche Schale. Dies ist in Asien ohne Bedeutung, da meist nur das Fleisch der Austern in den Handel kommt. Für die Zucht von „Schlürfaustern“ ist die Methode weniger geeignet.
Durch Weiterentwicklung dieses Verfahrens wurden in die Käfige viele horizontale Zwischengitter mit geringem Abstand zueinander eingezogen. Dadurch erhält man viel Liegefläche, auf der die Austern als dünne Schicht verteilt werden. Die Flöße wurden durch Bojen eingesetzt, die an einer verankerten Hauptleine aufgereiht sind. Das in Asien entwickelte schlauchförmige „Laternennetz“ (englisch: lantern net) hat ebenfalls viele Gitterböden und ist dadurch ein Ersatz für die Käfige. Das Laternennetz gibt es inzwischen in verschiedenen Varianten, jeweils abgestimmt auf die zu kultivierende Meeresfrucht, so auch für Austern.

## Veredelung
Die „Fleischaustern“ aus Leinen- oder Floßkultivierung können nach der Ernte sofort verarbeitet bzw. verkauft werden. Bei kulinarischen „Schlürfaustern“ ist eine Verfeinerung üblich und in manchen Ländern vorgeschrieben. So müssen beispielsweise in Großbritannien die Austern für mindestens 42 Stunden in Tanks gereinigt werden, deren Wasser durch Ultraviolettstrahlung sterilisiert worden ist.
In anderen Ländern – vor allem in Frankreich – dient die Nachbehandlung der Verfeinerung des Geschmacks (affinage). Die Austern werden für einige Wochen oder Monate in Klärbecken (claires) gereinigt, damit ein allfälliger schlammiger Geschmack verschwindet. Sie kommen dann als fines de claire in den Handel, nach besonders langer Klärung auch als spéciales de claire. Austern, die ohne jede Klärung direkt von den Austernparks in den Handel gebracht werden, heißen huîtres de parc.
Nach der Klärung werden französische Austern nicht selten „an die frische Luft“ (au grand air) gesetzt. Sie kommen in Becken, in denen Wasser in unregelmäßigen Abständen ein- und ausgelassen wird. Normalerweise öffnen sich in Tischkultivierung gezogene Austern bei Flut und schließen sich wieder bei einsetzender Ebbe. Dieser gleichförmige Rhythmus wird den Tieren abtrainiert, damit sie während des Versands im Trockenen keinesfalls die Schalen öffnen.

## Austernzucht weltweit

### Spanien

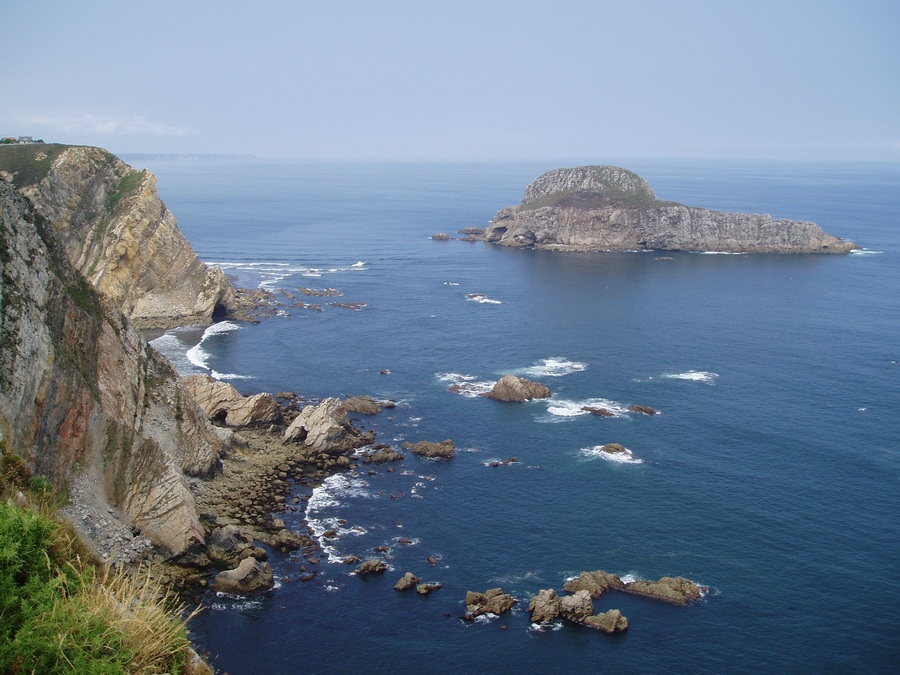
Spanische Küste

Spanien liegt mit einer Austernproduktion von ca. 3.100 Tonnen (2003) an vierter Stelle hinter Frankreich, Irland und den Niederlanden. Der Wert der Austernproduktion beträgt ca. 7,5 Millionen Euro pro Jahr.
Bemerkenswert ist, dass der Großteil der Produktion (2.400 Tonnen, 2003) auf die Europäische Auster (Ostrea edulis) entfällt – Spanien ist damit der weltgrößte Produzent dieser Austernart. Die spanischen Austern werden überwiegend im Land verbraucht, kleine Mengen werden nach Italien exportiert.

### Frankreich
Im Jahr wurden in Frankreich etwa 125.000 Tonnen Austern produziert. Im europäischen Maßstab ist Frankreich damit das bedeutendste Herkunftsland für Austern; 88 % aller in Europa verbrauchten Austern kommen von dort. Im globalen Vergleich relativiert sich das etwas, Frankreichs Anteil an der Weltproduktion beträgt lediglich 2,5 %. Da Austern in Frankreich traditionell zur Weihnachtszeit gegessen werden, entfällt fast die Hälfte des Jahresumsatzes auf den Monat Dezember (60.000 t).

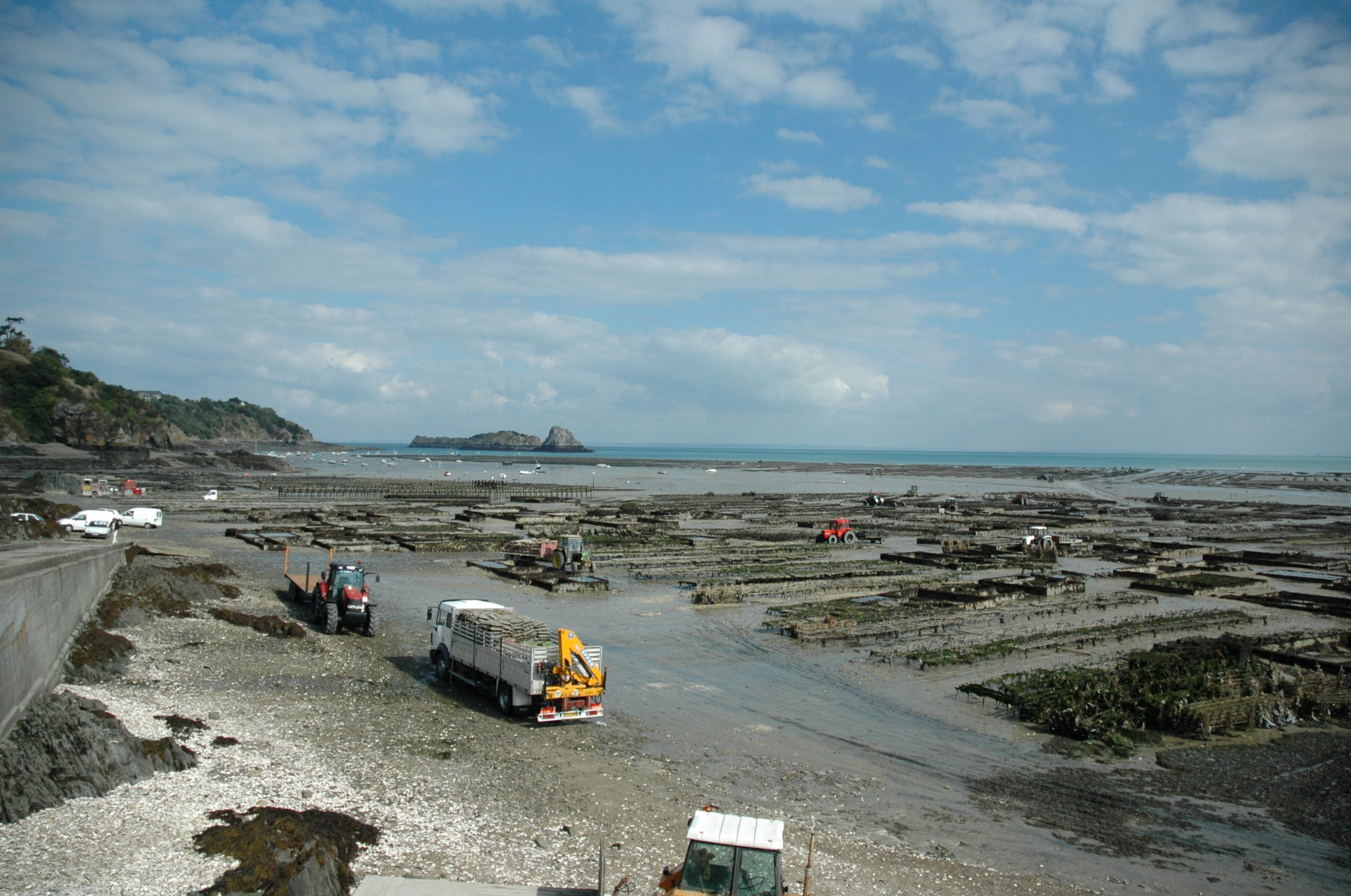
Austernkultur in Cancale

Austern kommen in Frankreich nahezu ausschließlich als frische Ware (lebend) auf den Markt. Austern in Konserven oder derivate Produkte aus Austern werden kaum produziert. Rund 99 % der Produktion entfällt auf die Pazifische Felsenauster (Magallana gigas). Die Europäische Auster (Ostrea edulis) ist ein Nischenprodukt, die Jahresproduktion beträgt ca. 1.000 Tonnen. Die überwiegende Mehrheit der Austern wird in Frankreich selbst konsumiert. Etwa 6.500 Tonnen werden exportiert, davon zwei Drittel (4.260 t) nach Italien (2005). In der Exportstatistik folgen mit deutlichem Abstand Belgien (650 t), Deutschland (390 t) und die Schweiz (220 t) (2004). Frankreich importiert rund 6.600 t aus dem Ausland, davon 3.400 t aus Irland und 1.400 t aus England. Ein Teil dieser Importe wird über den Feinkost-Großhandel wieder re-exportiert.
Hinsichtlich der Kultivierung von Austern wird Frankreich in acht Regionen eingeteilt, wobei in der Literatur üblicherweise Korsika vergessen wird.

#### Normandie
In der Normandie herrschen die stärksten Gezeiten Europas, der Tidenhub beträgt bis zu 14 Meter, und bei Ebbe zieht sich das Meer um bis zu sechs Kilometer zurück. Hier herrschen sehr günstige Bedingungen für die Austernproduktion. Auf 1.200 Hektar Fläche werden pro Jahr 27.000 Tonnen Austern produziert (2004), die Normandie ist damit mengenmäßig in Frankreich die zweit wichtigste Region nach Poitou Charentes. Praktisch die gesamte Produktion entfällt auf die Pazifische Felsenauster (creuse), die Europäische Auster (plate) ist nahezu ausgestorben. Trotz ihrer wirtschaftlichen Bedeutung sind die Austern der Normandie wenig bekannt, selbst in Frankreich.
Die Austernkulturen erstrecken sich fast entlang der gesamten Küste, von der belgischen Grenze bis zur Grenze zur Bretagne, bei Mont-Saint-Michel. Bedeutend ist vor allem die Halbinsel Cotentin, also die Gegend südlich und östlich von Cherbourg.

#### NördlicheBretagne
Wie in der Normandie herrschen auch in der Bretagne sehr starke Gezeiten; die Gezeitenzone eignet sich sehr gut für Austernzucht. Seit einiger Zeit werden Austern allerdings auch im tieferen Wasser gezüchtet. Pro Jahr werden 22.000 Tonnen Austern produziert; hauptsächlich die Pazifische Felsenauster. Die meisten französischen plates (800 t) in der nördlichen Bretagne produziert.
Austernzucht gibt es entlang der gesamten Nordküste, von Brest im Westen bis zur Grenze der Normandie bei Mont-Saint-Michel.

#### SüdlicheBretagne
Die Südküste der Bretagne ist zerklüftet, zahlreiche Flüsse und Bäche entwässern in den Atlantik und bringen wertvolle Nährstoffe mit. Die Bedingungen sind daher sehr günstig. Austern werden sowohl in der Gezeitenzone kultiviert als auch in tieferem Wasser. Die Jahresproduktion beträgt 21.000 Tonnen (2004) der Pazifischen Felsenauster und zusätzlich 200 Tonnen der Europäischen Auster.
Bretonische Austern genießen großes Ansehen. Besonders geschätzt werden die „creuses“ von der Rivière d'Etel, von der Halbinsel Quiberon und vom Golf von Morbihan. Die berühmteste Austernzucht der Bretagne befindet sich an der Mündung des Flusses Bélon, südlich der Stadt Pont-Aven. Hier werden neben normalen Pazifischen Felsenaustern die Europäischen Austern (plates) gezüchtet.

#### Pays de Loire
An der Atlantikküste südlich der Loire-Mündung werden jährlich 9.000 Tonnen Austern produziert; nahezu ausschließlich Pazifische Felsenaustern. Die Produktion erstreckt sich im Norden von der Loire-Mündung bis zur Bucht von Bourgneuf, an den Küsten der gegenüberliegenden Insel Noirmoutier, und im Süden an der Küste bei L'Aiguillon-sur-Mer. Die Austern sind als „Huîtres Vendée Atlantique“ und als „Huître Pertuis“ bekannt. Sie werden vorwiegend lokal konsumiert.

#### Poitou Charentes
In diesem Sektor der Atlantikküste findet sich die mengenmäßig bedeutendste Austernproduktion Europas. Die Jahresproduktion beträgt 30.000 Tonnen der Pazifischen Felsenauster (2004). Die Region Poitou Charentes erstreckt sich von La Rochelle im Norden bis zur Mündung der Gironde und schließt die Insel „Île de Ré“ ein. In dieser Region befindet sich die bedeutendste Austernzucht Frankreichs in der Subregion „Marennes-Oléron“. Diese umfasst die Atlantikküste von Port-des-Barques im Norden bis Ronce-les-Bains im Süden („Côte Atlantique“) sowie die Ostküste der Insel Oléron in der Gegend von Château-d´Oléron („Ile d´Oléron côte est“). Südlich von Marennes befinden sich in der Bucht des Flusses Seudre („Vallée de la Seudre“) eine große Zahl von Klärbecken (claires). Die Austernzucht vom Marennes-Oléron umfasst 2.500 ha Austernparks und 3.000 ha Klärbecken. 450 Betriebe sind mit der Aufzucht von Austern beschäftigt, 700 Betriebe mit der Veredelung. Der Jahresumsatz der Region beträgt ca. 200 Millionen Euro.
Die Nährstoffe für die Austern werden unter anderem von den Flüssen Charente und Seudre zugeführt. Die mikroskopische Alge Navicula ostrearia findet sich hier häufig, sie gibt den Austern in den Klärbecken eine charakteristische smaragdgrüne Farbe („Fines de claires verte“). Besonders hochwertige Austern werden als „Label Rouge“ angeboten. Eine weitere Besonderheit sind die bei Feinschmeckern begehrten Austern von Gerard Gillardeau. Die namentliche Nennung des Austernzüchters ist sehr ungewöhnlich, da Meeresfrüchte normalerweise ohne Angabe des Erzeugers vermarktet werden.

#### Arcachon
In diesem südlichen Teil der französischen Atlantikküste werden von 350 Betrieben 9.000 Tonnen Austern pro Jahr produziert (2004), ausschließlich die Pazifische Felsenauster, die als „Huître Arcachonnaise“ vermarktet wird. Austernkulturen finden sich grundsätzlich entlang der gesamten Küste von der Gironde-Mündung im Norden bis zur spanischen Grenze im Süden. Das Zentrum der Austernzucht befindet sich in der Bucht von Arcachon, 50 km südwestlich von Bordeaux.
Die Bedeutung dieser Region liegt weniger in der Produktion fertiger Austern als in der Aufzucht junger Saataustern. In dem reinen und relativ warmen Wasser der Bucht von Arcachon entwickeln sich junge Austern besser und verlässlicher als im kühleren Norden. Die Saataustern von Arcachon werden im Alter von acht bis zehn Monaten vom Substrat gelöst und vermarktet. Sie sind in diesem Alter rund fünf Zentimeter groß. Mit diesen Austern werden die Zuchtparks in Nordfrankreich und Irland beliefert, die stark vom Nachschub aus Arcachon abhängig sind.

#### Mittelmeer
Die Mehrheit aller französischen Austern stammt aus dem Atlantik, ein kleiner Teil (10.000 t) allerdings aus dem Mittelmeer (2004). Die Austernzucht konzentriert sich auf die Gegend zwischen Béziers im Westen und Montpellier im Osten, und hier vor allem auf das Bassin de Thau. Dieses Salzwasserbecken umfasst 7.500 ha und wird aus diversen Zuflüssen mit nährstoffreichem Süßwasser versorgt. Produziert wird die Pazifische Felsenauster.
Da die Gezeiten im Mittelmeer wesentlich geringer ausfallen, werden die Austern hier nicht in der Gezeitenzone kultiviert, sondern im tieferen Wasser. Sie wachsen auf Muschelschalen heran, die an Seilen oder Netzen befestigt sind und von Flößen ins Wasser hängen. Die begehrtesten Austern stammen aus der kleinen Gemeinde Bouzigues am Nordufer des Étang de Thau sowie jene aus den Ortschaften Mèze, Marseillan und der Hafenstadt Sète.

#### Korsika
Napoléon Bonaparte war – als Lokalpatriot – ein großer Liebhaber korsischer Austern, er ließ sich zweimal pro Woche eine Lieferung kommen. Heute ist die Austernproduktion in Korsika wenig bedeutend. Die Pazifischen Felsenaustern werden meist von Saataustern aus Arcachon gezogen.
Die Austernparks finden sich an der Ostküste Korsikas. Die Austern aus der Bucht Étang de Diane werden wegen ihres Haselnussgeschmacks geschätzt. Weitere Austernkulturen gibt es in den Buchten Étang d'Urbinu und Étang de Biguglia.

### Belgien
Austernfischerei lässt sich in Belgien bis ins Jahr 1733 zurück nachweisen, sie ist im 20. Jahrhundert weitgehend zum Erliegen gekommen. In der Gegend von Oostende gibt es mittlerweile Austernzucht in kleinerem Umfang. Diese Europäischen Austern werden folglich als „Oostende“ vermarktet. Die Produktion ist allerdings so gering, dass sie von der FAO (Ernährungs- und Landwirtschaftsorganisation der Vereinten Nationen) nicht statistisch erfasst wird. Belgien hat in Europa den höchsten Pro-Kopf-Verbrauch an Austern. Dieser wird hauptsächlich durch Importe aus Frankreich abgedeckt, in geringerem Maß auch aus den Niederlanden und Großbritannien.

### Niederlande
In den Niederlanden werden jährlich 3.250 Tonnen Austern produziert (2003), das ist in Europa der dritte Rang hinter Frankreich und Irland. Austernzucht wird in den Niederlanden seit 1987 betrieben. Sie findet sich vorwiegend in der Region Zeeland, vor allem im südöstlichen Teil der Oosterschelde (1.470 ha) und im Grevelingenmeer (375 ha). Die Austernfarmen werden durch den Oosterschelde-Damm geschützt, der zwar das Spiel der Gezeiten zulässt, aber bei Sturm geschlossen wird. Das Zentrum der Austernzucht ist die Ortschaft Yerseke. In Zeeland produzieren rund 30 Betriebe jährlich Austern im Wert von ca. 6 Millionen Euro (2003). Niederländische Austern kommen üblicherweise unter der Bezeichnung „Zeeland-Austern“ auf den Markt.
Ursprünglich wurde in den Niederlanden die Europäische Auster gefischt. Durch das Auftreten des Virus Bonamia Ostreae wurden aber die Bestände stark dezimiert und durch den katastrophal kalten Winter 1962/63 fast vernichtet. In den 1970er-Jahren wurde – wie in Frankreich – die Pazifische Felsenauster eingeführt, die nun den größten Anteil an der Austernzucht hat. Es werden aber nach wie vor auch Europäische Austern gezüchtet, sie machen derzeit mit 250 Tonnen sieben Prozent der Produktion aus (2003). Sie gelten als teure Spezialität und werden mehrheitlich nach Belgien und Frankreich exportiert, meist unter dem Markennamen „Imperiales“.
Ausgehend von den Austernfarmen haben sich in den Küstenbereichen der Oosterschelde beträchtliche Mengen an verwilderten Austern festgesetzt. Das Trockengewicht dieser Austernbestände wird auf 150.000 Tonnen geschätzt (2000), eine wirtschaftliche Nutzung erfolgt derzeit aber nicht. Die Verbreitung der wilden Pazifischen Felsenaustern reicht bereits bis nach Sylt.

### Deutschland
In Deutschland gibt es in List auf Sylt eine Austernproduktion. Mit dieser Austernzucht begann die Dittmeyer´s Austern-Compagnie 1986, bei einer jährlichen Produktion von 10 Tonnen. Seit 18 Jahren liegt die im Jahr produzierte und verkaufte Menge bei 80 Tonnen, das sind 1 Million Stück. Der Umsatz der Austernzucht beträgt ca. 700.000 Euro (2006).
Die Saataustern kommen normalerweise aus irischen Zuchtbetrieben. Im Winter werden die Austern aus dem Watt genommen und in überdachte Becken gebracht, um sie vor oftmals auftretendem Eisgang zu schützen. Die Austern kommen unter dem Markennamen „Sylter Royal“ in den Handel.
Ursprünglich gab es umfangreiche natürliche Austernbestände im Wattenmeer, die aber durch Überfischung in den 1920er Jahren vernichtet worden sind. Seitdem haben sich zahlreiche Privatleute, aber auch staatliche Stellen, wie die Bundesforschungsanstalt für Fischerei, vergeblich bemüht, Austern im Kreis Nordfriesland wieder heimisch zu machen. Seit 1992 breitet sich die Pazifische Felsenauster wieder rasch aus, ausgehend von niederländischen Betrieben und in geringem Umfang auch von Dittmeyer's Austern-Compagnie auf Sylt. Die kommerzielle Nutzung dieser Bestände ist verboten, da sie im Nationalpark Wattenmeer liegen. Manche Biologen sehen in der raschen Verbreitung der Pazifischen Felsenauster eine Bedrohung des biologischen Gleichgewichts im Wattenmeer, Andere weisen darauf hin, dass das Wattenmeer zeitgeschichtlich ein sehr junger Lebensraum ist, in dem sich jedes Jahr viele neue Arten ansiedeln. Der Jahresverbrauch an Austern beträgt in Deutschland knapp 500 Tonnen, überwiegend abgedeckt durch Importe aus Frankreich und Irland.
Im Jahr 2001 hat die Firma Dittmeyer den Antrag gestellt, um diese wilden Austern einzusammeln und kommerziell zu nutzen. Der Antrag wurde 2004 aus Umweltschutzgründen abgelehnt. Kurze Zeit darauf erlaubte das Nationalparkamt allen Inhabern von Fischereischeinen, pro Tag bis zu zehn Liter Austern für den Eigenbedarf zu sammeln. Mit dem Argument der Gleichbehandlung hat nun die Firma Dittmeyer´s Austern-Compagie ein Gerichtsverfahren angestrengt, um ebenfalls die Genehmigung zum Sammeln von Austern zu erhalten. Das Verfahren wurde gewonnen, die Firma Dittmeyer´s Austern-Compagnie darf nun Jungaustern (bis max. 50 Gramm) kommerziell sammeln.

### Dänemark
In der großen Bucht Limfjord im Norden Dänemarks wurden vor einiger Zeit steinzeitliche Siedlungen entdeckt und erforscht. Nach Berechnungen der Archäologen haben sich die Menschen der Steinzeit von Austern ernährt und in der Zeit von 4600 bis 4000 v. Chr. rund 20 Millionen Austern verspeist.
Auch heute noch werden im Limfjord Europäische Austern gefischt. Nachdem – wie überall in Europa – diese Austernart stark zurückgegangen ist, konnten nach einer kräftigen Aussaat im Jahr 1997 ab 2002 wieder große Mengen der Europäischen Auster eingebracht werden. Die Austern wachsen „wild“ am Boden heran und werden nach ca. fünf Jahren abgefischt. Sie kommen normalerweise als „Limfjord“ in den Handel und gelten als sehr hochwertig. Die FAO gibt die Jahresproduktion für 2003 mit 876 Tonnen an.

### Großbritannien
In Großbritannien gab es einst bedeutende Austernfischerei, die sich vor allem auf die Themsemündung konzentrierte. Im Jahr 1864 wurden in London 500 Millionen Austern verkauft. Durch Überfischung und Umweltverschmutzung ist die Austernproduktion stark zurückgegangen. Derzeit werden 1.900 Tonnen pro Jahr produziert (2003), hauptsächlich die Pazifische Felsenauster. Wie auch in anderen Ländern ist die traditionelle Europäische Auster am Aussterben, es werden nur mehr 800 Tonnen pro Jahr auf den Markt gebracht (2003), davon 70 Tonnen aus der Region Colchester.
Da Pazifische Felsenaustern in den kalten Gewässern rund um England nur selten laichen, werden die Kulturen oft mittels Saataustern aus wärmeren Gewässern angelegt. Im Winter müssen die Austern in geschützte Becken gebracht werden. Die Europäische Auster laicht auch in kühlem Wasser und findet sich in natürlichen Austernbänken. Es gibt in England daher neben der Austernzucht auch traditionelle Austernfischerei. Englische Austern müssen vor dem Verkauf für mindestens 42 Stunden in Tanks gereinigt werden, deren Wasser durch UV-Bestrahlung sterilisiert worden ist.
Die Austernzucht findet sich in der Themsemündung südlich von Colchester bei der Ortschaft West Mersea (Essex), außerdem bei Whitstable (Kent) und in der Mündung des Flusses Helford bei der Ortschaft Porth Navas (Cornwall). Als lokale Kuriosität werden im Helford noch Segelschiffe zum Austernfang eingesetzt. Im Solent, der Meerenge zwischen der englischen Südküste und der Isle of Wight existieren bedeutende Vorkommen der Europäischen Auster. Durch Gewässerverschmutzung ist die Austernfischerei in diesem Gebiet aber stark behindert, sie wird zeitweise sogar behördlich verboten. Die Austernfischerei in Wales (bei Swansea und Milford Haven) ist derzeit nicht aktiv.
In Schottland existiert eine Zucht Pazifischer Felsenaustern an der Mündung des Loch Fyne. Schottische Austern werden lokal konsumiert, ein kleiner Teil wird in die Schweiz exportiert. Pazifische Felsenaustern konnten früher in Schottland kaum gezüchtet werden, da sie im kalten Wasser nicht laichen. Durch die Verfügbarkeit von Saataustern aus Zuchtbetrieben ist dieses Problem aber gelöst. Die zahlreichen tiefen Buchten und das saubere Wasser machen Schottland zu einem idealen Gebiet für Austernzucht. Dieses Potenzial wird aber derzeit mangels Inlandsnachfrage nicht genutzt. Die Europäische Auster hat in Schottland keine wirtschaftliche Bedeutung mehr. Die geringen, noch existierenden Bestände werden häufig illegal geplündert.
Englische Austern – vor allem die flache Europäische Auster – sind eine Rarität und werden hoch gehandelt. Je nach Herkunft werden drei Arten unterschieden: „Whitstable“, „Helford“ und „Colchester“, die der französischen Bélon ähnlich ist.

### Irland
Das klare und saubere Wasser rund um Irland bietet gute Bedingungen für die Austernzucht. Die Republik Irland ist der zweitgrößte Austernproduzent in Europa, mit einer jährlichen Menge von 5.500 Tonnen (2004). Die irische Austernzucht befindet sich in einer Phase der Expansion, es wird kurzfristig eine Verdopplung der Produktion angestrebt. Auch in Irland überwiegt die Pazifische Felsenauster, die von 149 Betrieben gezüchtet wird. Die Europäische Auster hat nur mehr einen Anteil von 5,5 Prozent, sechs Betriebe bringen pro Jahr 390 Tonnen ein (2004). Insgesamt sind in Irland 760 Menschen in der Austernzucht beschäftigt, die meisten im Nebenerwerb.
Nur 3,5 Prozent der Austernproduktion werden in Irland selbst konsumiert. 85 Prozent der Austern werden nach Frankreich exportiert (2004), der Rest nach Italien, Spanien, Holland und Großbritannien. Irische Austern kommen oft als „Galway“ oder „Cork“ in den Handel.

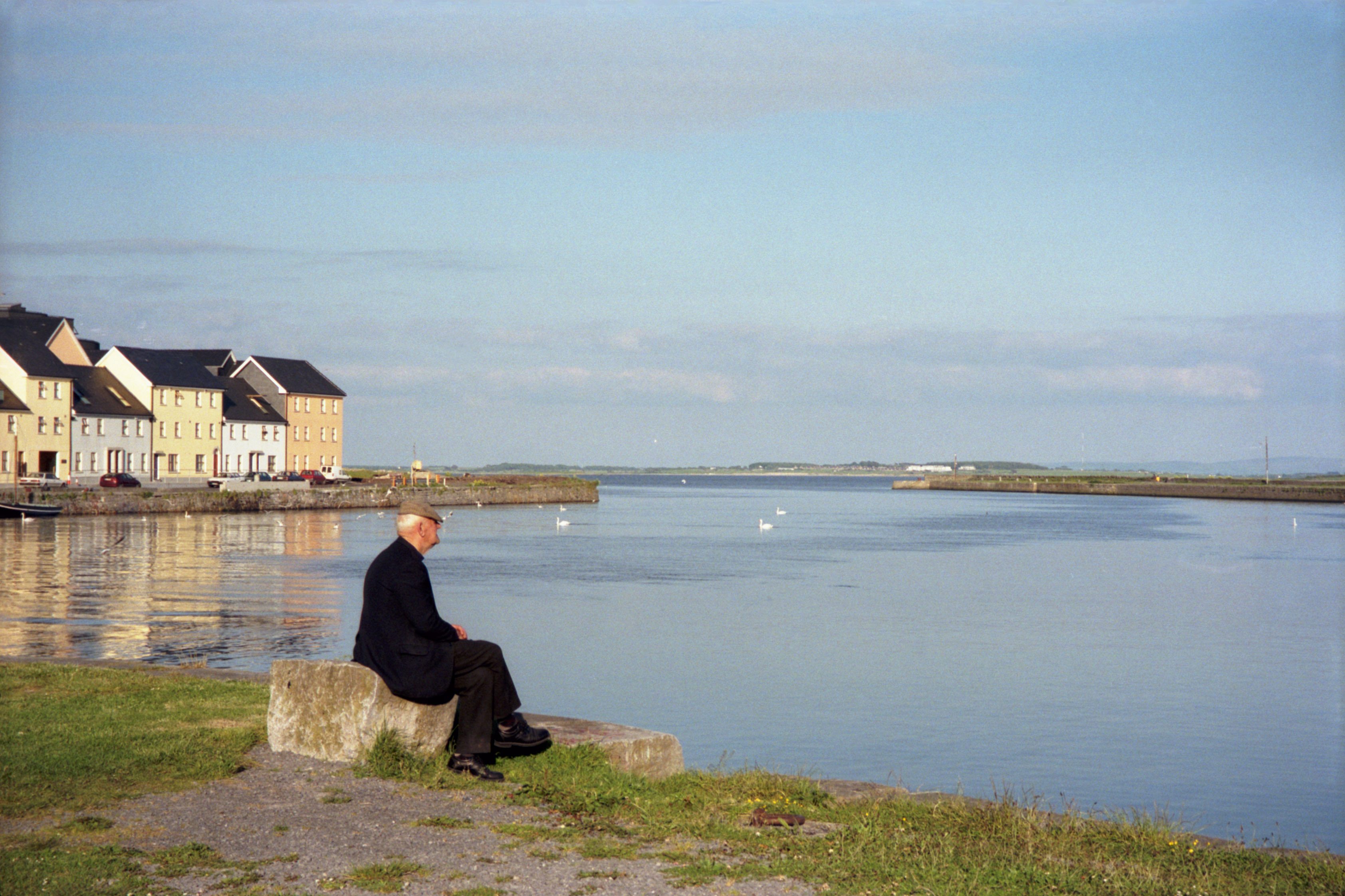
Galway, Irland

Die Pazifische Felsenauster wird zumeist in der Gezeitenzone auf Tischen kultiviert. Derzeit laufen auch Versuche mit andern Formen der Bewirtschaftung, vor allem der Langleinenzucht im tieferen Wasser. Dadurch soll eine weitere Steigerung der Qualität und eine Reduzierung der Kosten erwirkt werden. Die Europäischen Austern werden in kontrollierten Parzellen am Meeresgrund gezüchtet und abgefischt. Sie erbringen mit € 4.200 pro Tonne (2004) einen höheren Ertrag als die Pazifische Felsenauster (€ 2.300 pro Tonne).
Die bedeutendste irische Austernzucht befindet sich in Dungarvan Harbour (County Waterford), mit einer Jahresproduktion von 1.200 t (2002). Die Grafschaft Waterford liefert 1.600 t Austern, Donegal und Mayo je 600 t, Kerry 580 t, Cork 500 t, Louth 400 t, Galway 360 t, Clare 230 t, Wexford und Sligo je ca. 100 t. Die Stadt Carlingford im County Louth bezeichnet sich als Austernhauptstadt Irlands. In Nordirland findet sich Austernzucht vor allem im Larne Lough im County Antrim.
Jedes Jahr werden in Irland die besten Austernzüchter mit dem „BIM Guinness Quality Oyster Award“ ausgezeichnet. Zudem gibt es einen Wettbewerb mit dem Namen „BIM Guinness Irish Quality Oyster Award Poetry Competition“. Schließlich gibt es in Galway den jährlichen Bewerb im Austernöffnen. Dabei müssen 30 Austern in möglichst kurzer Zeit geöffnet werden; der Rekord steht bei 91 Sekunden.

### Sonstiges Europa
Auf den Kanalinseln werden pro Jahr 575 Tonnen der Pazifischen Felsenauster produziert und in Portugal 325 Tonnen, fast ausschließlich in Aquakultur. Die Europäische Auster wird in Griechenland, Kroatien und Bosnien in kleiner Menge (weniger als 100 Tonnen) gefischt, und in Schweden und Norwegen in sehr kleiner Menge (weniger als 10 Tonnen).

### Japan
Austern werden in Japan seit Jahrhunderten kultiviert. Dabei wurden meist in der Gezeitenzone Bambusstäbe in den Boden getrieben, an denen sich Jungaustern festsetzen konnten. Nach 1920 wurde die Technik der Austernkultivierung durch die Erfindung der Langleinenzucht revolutioniert. Die Austern wachsen an rund 10 Meter langen Leinen heran, die von Flößen ins Wasser hängen. Mit dieser Methode können bis zu 20 Tonnen Austern pro Hektar und Jahr produziert werden. Saataustern kommen normalerweise nicht zum Einsatz, die natürliche Reproduktion der Austern ist ausreichend.
Der Großteil der japanischen Austernzucht findet sich in der Bucht von Hiroshima. Hier herrschen sehr günstige Bedingungen: Die Bucht ist durch das umliegende Terrain klimatisch geschützt, der Tidenhub von 2,5 Meter sorgt für eine ausreichende Wasserzirkulation und die Bucht ist auch im Winter eisfrei. Gefährlich können lediglich von Zeit zu Zeit Taifune werden.
Es wird ausschließlich die Pazifische Felsenauster gezüchtet, die Jahresproduktion beträgt 261.000 Tonnen (2003). Die Austern werden im Alter von 16 bis 21 Monaten geerntet und sofort geöffnet. Das Austernfleisch wird entweder frisch verkauft oder in Konserven gefüllt. Der Verkauf ganzer, lebender Austern ist nicht üblich.

### Südkorea
In der Republik Korea (Südkorea) wurde früher Austernfischerei betrieben, wobei meist Steine am Meeresboden als Substrat dienten. In den 1970er Jahren wurde mit staatlicher Unterstützung das japanische System der Langleinenzucht eingeführt und die Produktion damit drastisch gesteigert. Um 1985 war Korea der führende Austernproduzent der Welt, mittlerweile ist das Land hinter China und auch knapp hinter Japan zurückgefallen, die Jahresproduktion beträgt 259.000 Tonnen (2003).
Die meisten Austernzuchten finden sich in geschützten Buchten an der Südküste, vor allem in der Provinz Jeollanam-do. Es wird die Pazifische Felsenauster gezüchtet und wie in Japan als Austernfleisch vermarktet.

### China

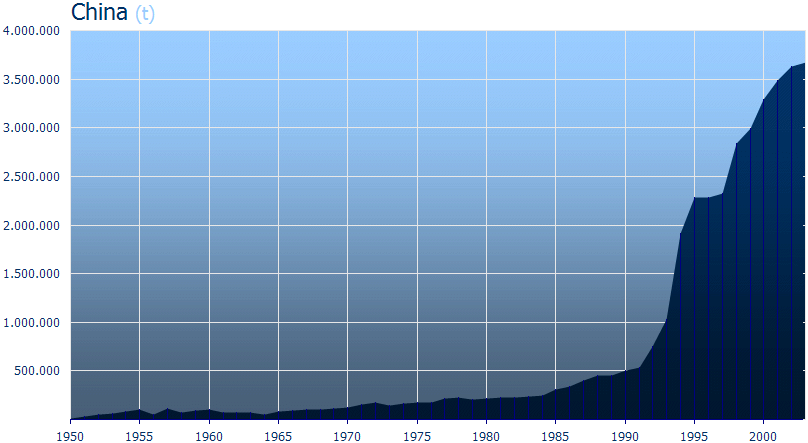
Jährliche Austernproduktion in China (Quelle: FAO/FIGIS)

Schon vor 2.000 Jahren soll in China Austernzucht betrieben worden sein. Üblicherweise wachsen die Austern an Bambusstäben heran, die in der Gezeitenzone eingeschlagen werden, seit dem 20. Jahrhundert auch an Betonpfosten.
Gegen Ende der 1970er Jahre wurde die japanische Technik der Langleinenzucht auch in China eingeführt, was zu einer deutlichen Steigerung der Produktion führte. 1950 betrug die Austernproduktion 7.100 Tonnen, 1980 war sie bereits auf 220.000 Tonnen angestiegen und mittlerweile steht sie bei 3,7 Millionen Tonnen (2003). China ist damit mit weitem Abstand der größte Austernproduzent der Welt.
Welche Spezies gezüchtet werden, ist nicht ganz klar. Nach den Statistiken der FAO wird die gesamte Produktion der Pazifischen Felsenauster zugeschrieben. Tatsächlich handelt es sich aber wahrscheinlich bei nicht unbeträchtlichen Teilen der Zucht um die Chinesische Auster (Crassostrea ariakensis), die Zhe-Auster (Crassostrea plicatula) und die Suminoe-Auster (Crassostrea rivularis).
In China ist kein eigentliches Zentrum der Austernkultivierung auszumachen. Entlang der 18.000 Kilometer langen Küste gibt es viele geschützte Buchten, die von Flüssen mit Nährstoffen versorgt werden und sich sehr gut für Austernzucht eignen. Die Produktion wird fast ausschließlich in Form von Austernfleisch in China selbst vermarktet, die Inlandsnachfrage ist enorm.

### Australien

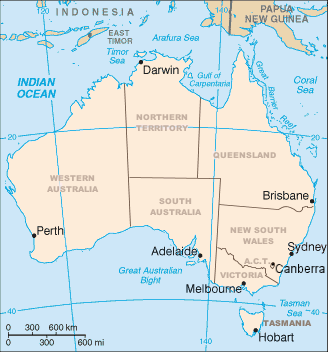

Austern haben in Australien eine lange Tradition. Dabei gibt es insgesamt fünf verschiedene Austernarten. Schon die Ureinwohner sammelten die Australische Flache Auster (Ostrea angasi) und die Sydney-Felsenauster (Saccostrea glomerata, früher: Saccostrea commercialis). Weitere australische Spezialitäten sind die Deckel-Auster (Saccostrea cucullata) und die tropische Auster Striostrea mytiloides. Schließlich wurde im 20. Jahrhundert die Pazifische Felsenauster eingeführt.
Ab 1872 wurde mit einer kommerziellen Zucht der Sydney-Felsenauster in New South Wales und später in Queensland begonnen, die bis heute aktiv ist. Eine Besonderheit der Sydney-Felsenauster ist, dass sie im Trockenen viel robuster ist als zum Beispiel die Pazifische Felsenauster. Sie kann auch ungekühlt über einen längeren Zeitraum gelagert werden. Die Größenstufen heißen bei aufsteigender Größe „Cocktail“, „Plate“, „Bistro“ und „Bottle“.
In den 1960er-Jahren wurde die robuste japanische Pazifische Felsenauster in Tasmanien eingeführt, wo sie sich gut entwickelte. Zehn Jahre später wurde sie auch in Südaustralien gezüchtet. Heute wird sie vor allem in fünf Regionen kultiviert: In der Murat Bay, der Smoky Bay, der Streaky Bay, der Coffin Bay und im Franklin Harbour. Die Größenstufen heißen „Bistro“, „Buffet“, „Standard“, „Large“ und „Jumbo“.
Australische Austern werden fast ausschließlich für den Gourmet-Markt produziert und frisch verzehrt. Sie werden mehrheitlich im Land selbst konsumiert, wobei die Nachfrage das Angebot übersteigt; sechs Prozent werden exportiert. Die gesamte Jahresproduktion betrug im Jahre 2003 9.900 Tonnen.

### Neuseeland

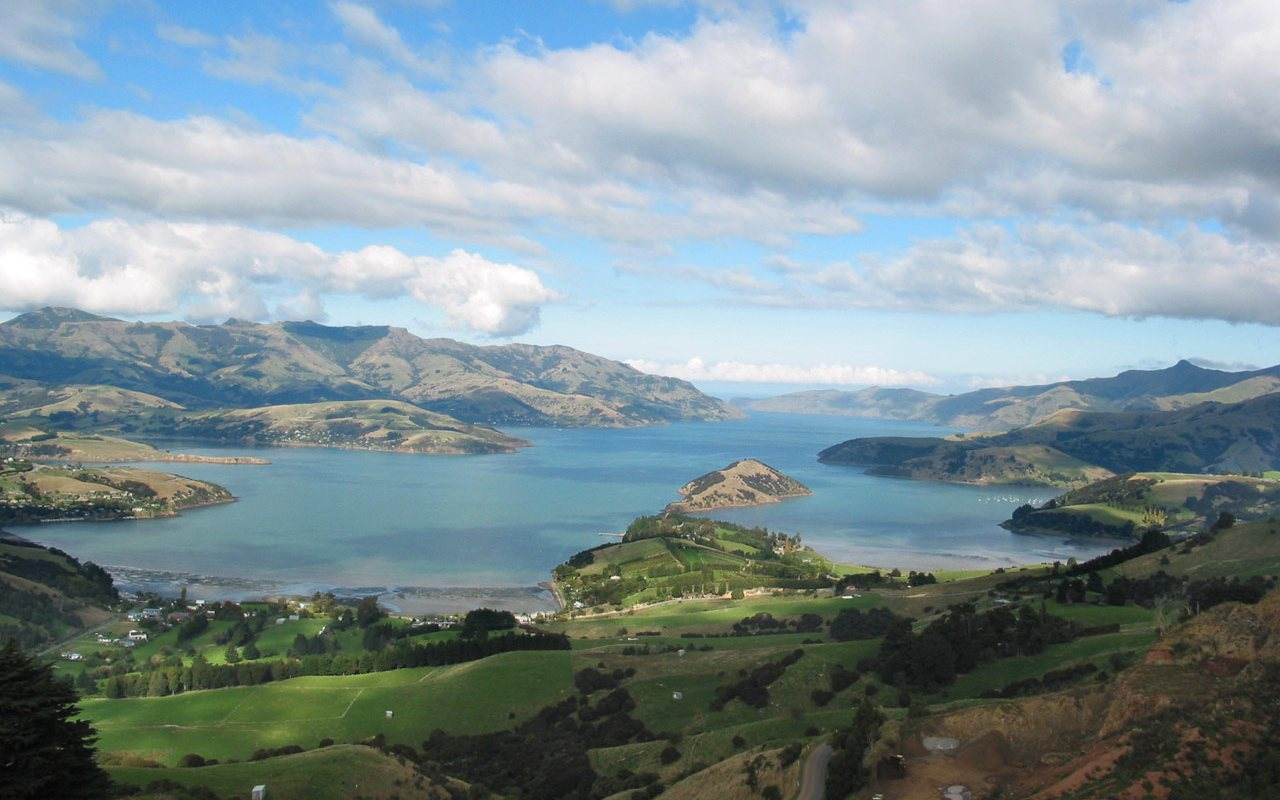
Neuseeland

Neuseeland hat eine relativ kleine, aber hochwertige Austernproduktion. Ein Drittel aller Austern werden traditionell mit Schürfnetzen gefischt, vor allem im Bereich Nelson/Marlborough. Es handelt sich dabei um die Chilenische Auster (Ostrea chilensis), die als Gourmet-Auster auf den Markt kommt und zur Gänze im Land selbst konsumiert wird. Die Fangsaison dauert von Mitte März bis Ende August. Die Austernbestände leiden sehr unter dem Parasiten Bonamia, so dass in manchen Jahren die Fischerei ausgesetzt oder zumindest eingeschränkt werden muss.
Ab dem Jahr 1967 wurde mit kommerzieller Austernzucht begonnen, wobei zunächst die heimische Sydney-Felsenauster (Saccostrea glomerata) kultiviert wurde. Ab 1971 wurden an den Rümpfen japanischer und koreanischer Schiffe Pazifische Felsenaustern eingeschleppt, die sich durch ihre Wüchsigkeit und Robustheit gegen die Sydney-Felsenauster durchgesetzt haben. Pazifische Felsenaustern werden auf 2.200 Hektar gezüchtet; sie machen heute zwei Drittel der Austernproduktion aus.
Die größten Austernzuchten finden sich an der Nordinsel in der Bay of Islands, im Whangaroa Harbour, im Mahurangi Harbour und in der Gegend um Coromandel. Ein weiteres Zentrum der Austernkultivierung ist die Foveaux Strait zwischen der Südspitze Neuseelands und Stuart Island. Die Hafenstadt Bluff liefert die in Neuseeland berühmten Bluff-Austern. Die gesamte neuseeländische Austernproduktion beträgt 2.700 Tonnen pro Jahr. (2003)

### Mexiko

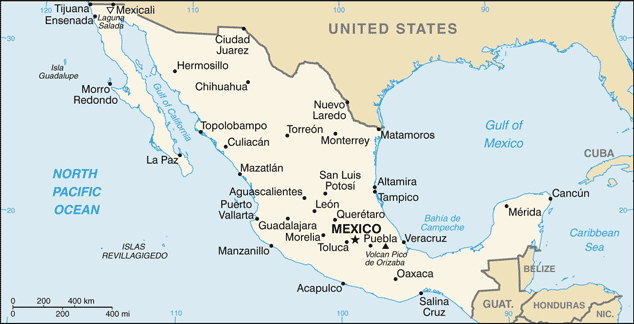
Mexiko

Schon die Maya wussten Austern zu schätzen, sie aßen sie nicht nur, sondern verwendeten auch den Kalk aus gemahlenen Austernschalen als Baumaterial. Noch heute besteht eine bedeutende Austernproduktion in Mexiko, wobei der Großteil gefischt und nur eine kleine Menge (3 %) gezüchtet wird.
Austernfischerei wird vor allem an der Ostküste betrieben, in den zahlreichen Buchten innerhalb des Golf von Mexiko, von der Laguna Madre im Norden bis zur Laguna de Términos im Süden. Die Austern von der Laguna Tamiahua werden besonders geschätzt. An der Ostküste ist fast ausschließlich die Amerikanische Auster heimisch. Im warmen Wasser des Golfs wachsen diese Austern um einen Zentimeter pro Monat und erreichen so schon nach weniger als einem Jahr Marktgröße.
Die Austern werden entweder mit Schürfnetzen gefischt, durch Taucher geborgen oder in der Gezeitenzone gesammelt. Sie werden normalerweise bereits auf den Booten geöffnet und die Schalen wieder ins Wasser geworfen, damit ausreichend Substrat für künftige Austerngenerationen zur Verfügung steht. Seit 1976 dürfen maximal 20 Prozent der Austern in der Schale auf den Markt gebracht werden.
An der Westküste, in der Baja California, werden in geringem Ausmaß Pazifische Felsenaustern gezüchtet. Mexiko ist eines der wenigen Länder der Welt, in denen diese Austernart nicht dominant ist; der Anteil beträgt lediglich 2,4 Prozent.
Die Nachfrage nach Austern ist in Mexiko normalerweise groß, wenn auch mit starken konjunkturellen Schwankungen. In einigen Küstenstrichen ist allerdings Gewässerverschmutzung ein Problem, Fälle von Vergiftungen durch Austern haben die Nachfrage zeitweise gedämpft und behindern auch den Export.

### Vereinigte Staaten
Die Vereinigten Staaten sind ein mengenmäßig bedeutender Produzent von Austern. Etwa zwei Drittel davon entfällt auf die Ostküste der Vereinigten Staaten, wo hauptsächlich die Amerikanische Auster (Crassostrea virginica) kultiviert wird. Austernzucht gibt es entlang der gesamten Ostküste; die größten Mengen werden aber in den südlichen Bundesstaaten und im Golf von Mexiko produziert. Die Amerikanische Auster der Ostküste wird selten kultiviert, in der Regel werden Austernriffe mit Schleppnetzen (oyster tongs) abgefischt. Durch Überfischung und Gewässerverschmutzung gehen die Bestände aber zurück, vor allem in den nördlichen Bundesstaaten.
Die bedeutendsten Austernvorkommen befanden sich ursprünglich in der Chesapeake Bay. Deren Namen leitet sich vom indianischen Namen „Chesepiook“ ab, was sinngemäß „Großer Muschelfluss“ bedeutet. Dort mischt sich das Salzwasser des Atlantiks mit nährstoffreichem Süßwasser unzähliger Zuflüsse, was sehr günstige Lebensbedingungen für die Austern schafft. Durch radikale Überfischung wurden aber rund 99 Prozent der Austernpopulation vernichtet.
An der Westküste der Vereinigten Staaten wurden die heimischen Austernbestände schon im 19. Jahrhundert ausgerottet. In den 1920er-Jahren wurde die Pazifische Felsenauster aus Japan importiert, die durch schnellen Wuchs und Robustheit bald große Bestände bildete, und heute in Austernzuchten kultiviert wird. Die Pazifische Felsenauster macht heute 19 Prozent der Produktion aus, die Amerikanische Auster der Ostküste 81 Prozent. Die gesamte Jahresproduktion beträgt 228.000 Tonnen (2003).
Austern werden in den Vereinigten Staaten teilweise als Gourmet-Austern (halfshell) geschlürft, zum Teil industriell verarbeitet. Die bekannteste Gourmet-Auster ist die „Cotuit“, benannt nach dem gleichnamigen Austernzuchtbetrieb in Cape Cod. Eine weitere prominente Bezeichnung ist „Bluepoint“. Der Name stammt ursprünglich vom Küstenstrich Blue Point auf Long Island (New York), wird aber heute für Austern unterschiedlichster Herkunft verwendet und ist einfach nur synonym für „gute Austern“. In den USA werden auch kleine Mengen der Europäischen Auster (Ostrea edulis) sowie der japanischen Kumamoto-Auster (Crassostrea sikamea) produziert.

### Kanada
In Kanada werden 14.000 Tonnen Austern pro Jahr produziert, zu ziemlich genau gleichen Teilen die Amerikanische Auster und die Pazifische Felsenauster. 90 Prozent der Austern stammen aus Austernkultur, 10 Prozent werden durch Austernfischerei gewonnen. Die Austernproduktion konzentriert sich im südwestlichen Teil des Sankt-Lorenz-Golfs, wo das Wasser für kanadische Verhältnisse warm ist. Das Zentrum findet sich auf der Prince Edward Island, speziell in der großen Bucht von Malpeque. Auch aus dem südlich der Malpeque-Bucht gelegenen Summerside Harbour kommen hochwertige Austern. Ein weiteres wichtiges Gebiet für Austernzucht ist die Bucht von Caraquet an der Küste von New Brunswick. Die Qualitätsstufen kanadischer Austern heißen in aufsteigender Folge „Commercial“, „Standard“, „Choice“ und „Fancy“. Gourmet-Austern werden oft nach dem Herkunftsort benannt, wobei neben der berühmten „Malpeque“ auch die „Beausoleil“, die „Caraquet“ und die „Tatamagouche“ existieren.

## Zahlen und Daten

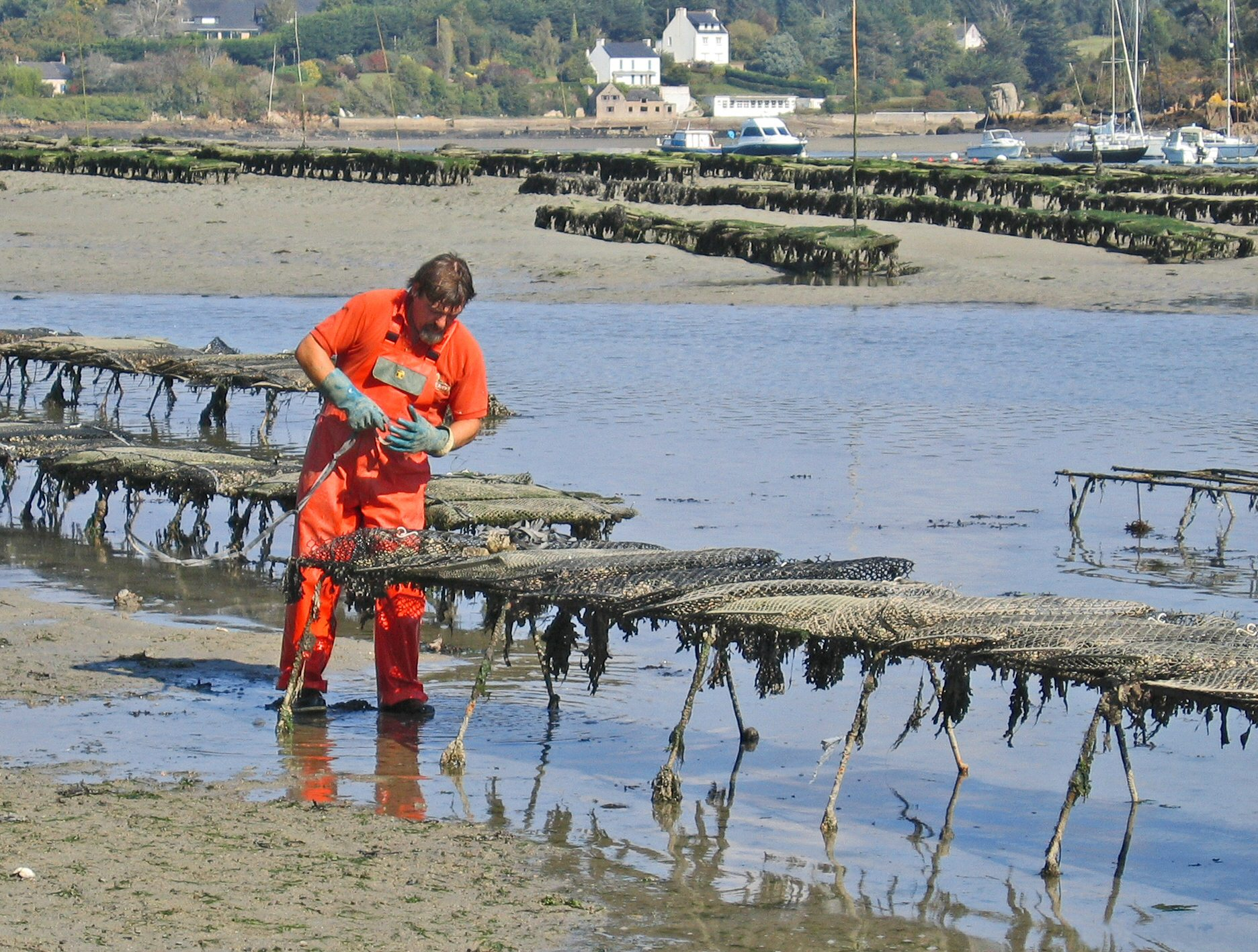
Austernkultur im Fluss Bélon, Frankreich

Pro Jahr werden weltweit 4,2 Mio. Tonnen Austern in Aquakultur produziert. Der überwiegende Teil davon in China, dessen Jahresproduktion von 3,7 Mio. Tonnen einem Weltmarktanteil von 81,6 % entspricht (2003). Auf den Plätzen folgen Japan, Nordkorea und Frankreich. In Europa folgt hinter Frankreich Irland, die Niederlande und Spanien. Nach Kontinenten gegliedert werden 94 % aller Zuchtaustern in Asien und je 3 % in Europa und Nordamerika produziert. Für die Austernzucht ist die robuste und schmackhafte Pazifische Felsenauster besonders geeignet, auf sie entfällt 93,7 % der Weltproduktion (2003).
| Land               | Produktion | Zucht (%) |
| ------------------ | ---------- | --------- |
| Dänemark           | 876        | 0,0       |
| Deutschland        | 85         | 100,0     |
| Frankreich         | 117.106    | 99,9      |
| Irland             | 5.703      | 90,4      |
| Niederlande        | 3.250      | 100,0     |
| Spanien            | 3.127      | 99,7      |
| Großbritannien     | 1.903      | 60,7      |
| Europa gesamt      | 133.187    | 98,2      |
| China              | 3.668.237  | 100,0     |
| Japan              | 260.644    | 100,0     |
| Korea (Republik)   | 258.527    | 92,2      |
| Philippinen        | 14.610     | 99,3      |
| Taiwan             | 23.462     | 100,0     |
| Thailand           | 16.000     | 100,0     |
| Asien gesamt       | 4.243.752  | 99,5      |
| Australien         | 9.856      | 100,0     |
| Neuseeland         | 2.692      | 68,4      |
| Ozeanien gesamt    | 12.618     | 93,2      |
| Kanada             | 12.618     | 89,7      |
| Kuba               | 2.626      | 50,0      |
| Mexiko             | 51.372     | 3,1       |
| Vereinigte Staaten | 228.283    | 47,6      |
| Nordamerika gesamt | 296.575    | 41,9      |
| Brasilien          | 2.843      | 77,2      |
| Chile              | 3.898      | 99,4      |
| Venezuela          | 2.252      | 0,0       |
| Südamerika gesamt  | 9.064      | 67,6      |
| Südafrika          | 500        | 100,0     |
| Afrika gesamt      | 980        | 85,9      |
| Welt gesamt        | 4.696.176  | 95,8      |

Zwischen 2007 und 2010 kam es in Zuchtbetrieben an der Westküste der Vereinigten Staaten zu andauernden Ausfällen in der Jungtier-Produktion. In einer Studie konnte der erhöhte Kohlenstoffdioxid-Gehalt des Wassers als Ursache ausgemacht werden. Aufgrund des steigenden Gehalts durch die Versauerung der Meere ist daher mit weiteren Ausfällen zu rechnen.